# Przez dotyk
Przez dotyk – polski film fabularny z 1985 roku, w reżyserii Magdaleny Łazarkiewicz. Film ten należy do cyklu Kronika wypadków.

## Opis fabuły
W szpitalnej sali dochodzi do spotkania dwóch pacjentek. Jedną z nich jest chora na raka Teresa, która straciła chęć do życia. Natomiast drugą – tancerka Anna, prywatnie szczęśliwa żona i matka, spodziewająca się kolejnego potomka. Jej wola życia i energia udzielają się zamkniętej w sobie Teresie, w chwili zetknięcia się dłoni obu kobiet.

## Obsada
- Maria Ciunelis – Teresa Jankowska
- Grażyna Szapołowska – Anna
- Miłogost Reczek – lekarz
- Krzysztof Stelmaszyk – Adam, mąż Anny
- Jerzy Trela – profesor
- Tadeusz Chudecki – ksiądz
- Teresa Sawicka – lekarka
- Antoni Łazarkiewicz – Tomek, syn Anny